# Srečko Kosovel
Srečko Kosovel (ur. 18 marca 1904 w Sežanie jako Felix Joseph Kosovel, zm. 27 maja 1926 w Tomaju) – słoweński poeta, publicysta i krytyk literacki, przedstawiciel awangardy.

## Biografia

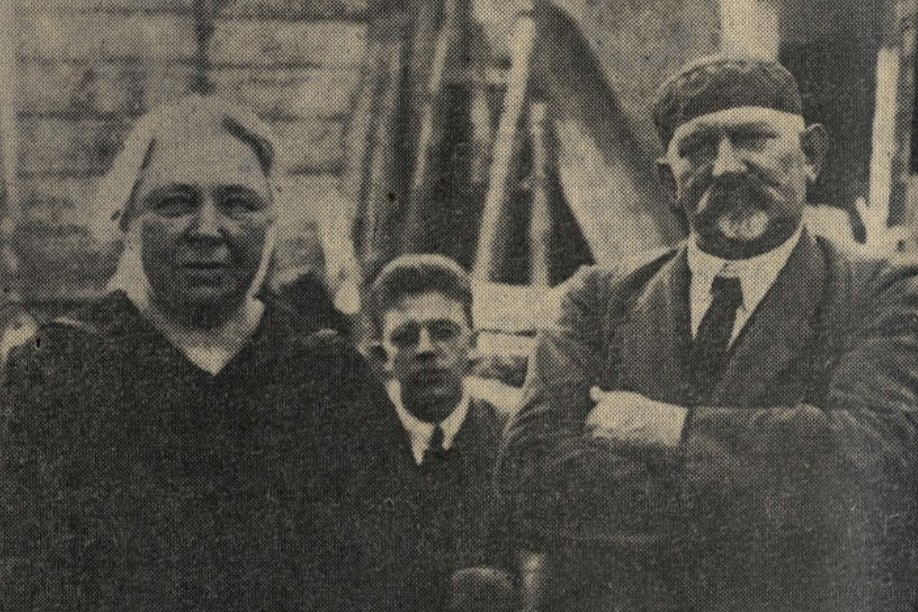
Srečko Kosovel z rodzicami (1924)

Urodził się w 1904 w Sežanie (wówczas część hrabstwa Gorycji i Gradyski współtworzącego Pobrzeże Austriackie) jako najmłodsze z pięciu dzieci Antona Kosovela (1860–1933), kierownika miejscowej szkoły podstawowej, oraz Katariny z domu Stres (1862–1938). Rok później rodzina przeniosła się do nieodległej wsi Pliskovica, a w 1908 do Tomaja, gdzie Anton Kosovel pracował dalej jako nauczyciel i kierownik tamtejszej szkoły aż do swojego przejścia na emeryturę w 1924 (lub według innego źródła w 1925).
W 1909 zaczął uczęszczać do szkoły podstawowej w Tomaju. Od 1916 kontynuował naukę w szkole realnej z niemieckim językiem wykładowym w Lublanie. Nawiązał tam znajomość z Brankiem Jegličem (1903–1920), który założył koło literackie „Kres” i  wydawał biuletyn pod tym samym tytułem. Z tego okresu pochodzą najwcześniejsze dzieła Kosovela, publikowane pod pseudonimami S. Sinočka, Vid czy Svetovid. Później rozwijał swoją twórczość związany z kołem „Preporod”. Założył „organizację uczniów z terenów okupowanych”, wyrażając swój sprzeciw wobec faktu, że po I wojnie światowej część ziem zamieszkiwanych przez Słoweńców, w tym jego rodzinne strony, przyznano Królestwu Włoch. Od lutego do jesieni 1922 wydał sześć numerów własnego biuletynu literackiego „Lepa Vida”. W październiku tego samego roku rozpoczął studia na Uniwersytecie Lublańskim. Uczęszczał na wykłady z zakresu filologii romańskiej i słowiańskiej, a także filozofii i historii sztuki.  
W latach studenckich aktywnie uczestniczył w słoweńskim życiu artystycznym, organizował odczyty i wieczorki literackie, publikował swoje teksty w szeregu periodyków: „Zvonček”, „Novi rod”, „Trije labodi”, „Vidovdan”, „Ljubljanski zvon”, „Dom in svet”, „Ženski svet”, „Gruda”, „Mladika”, „Edinost”. Jesienią 1924 założył wraz z Cirilem Debevcem (1903–1973) koło literackie „Ivan Cankar”, które wkrótce przejęło wydawanie lewicowego czasopisma „Mladina”. Nie zdążył jednak za życia wydać żadnego zbioru swojej twórczości w formie książkowej.

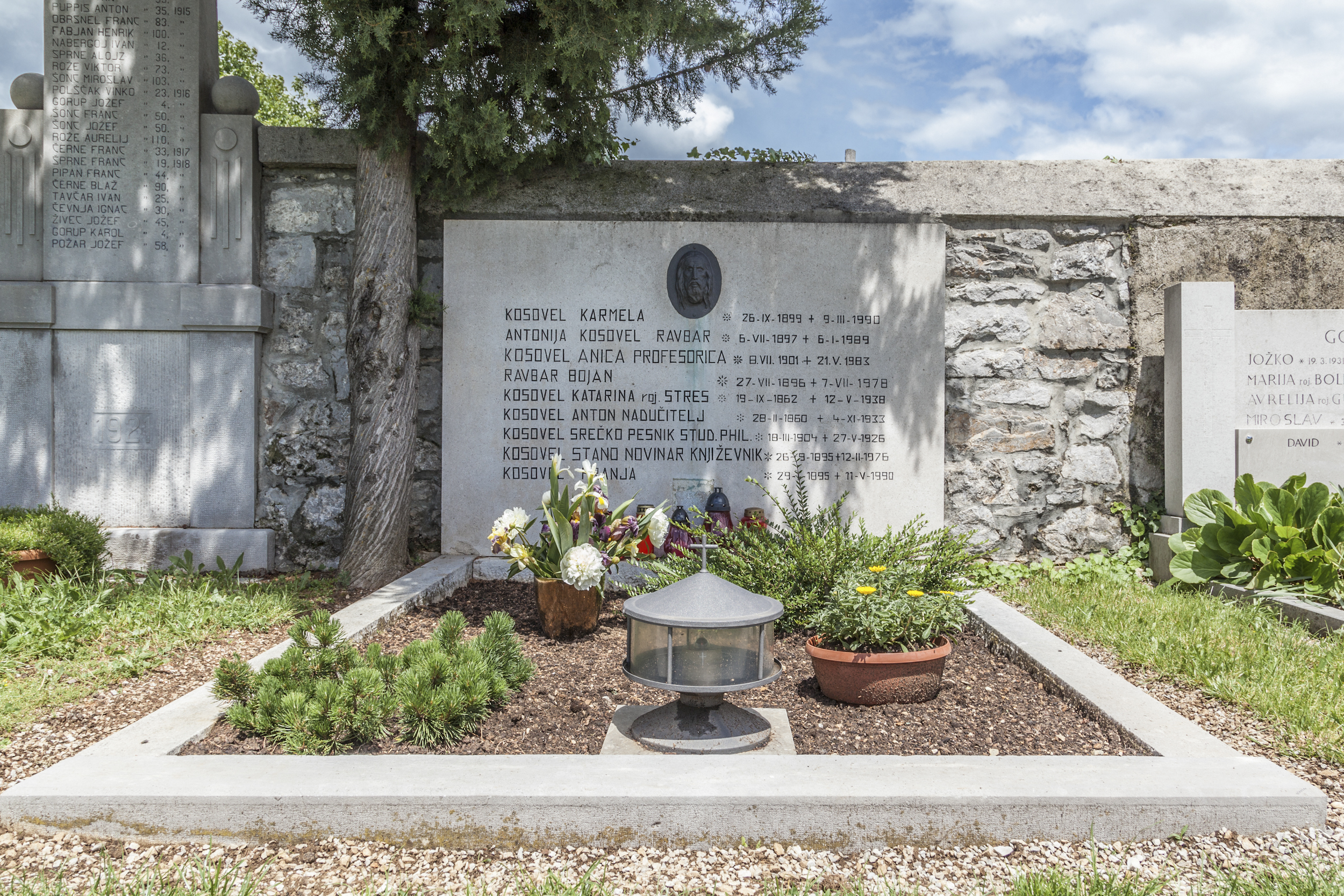
Grób rodzinny Kosovelów, Srečko wymieniony trzeci od dołu

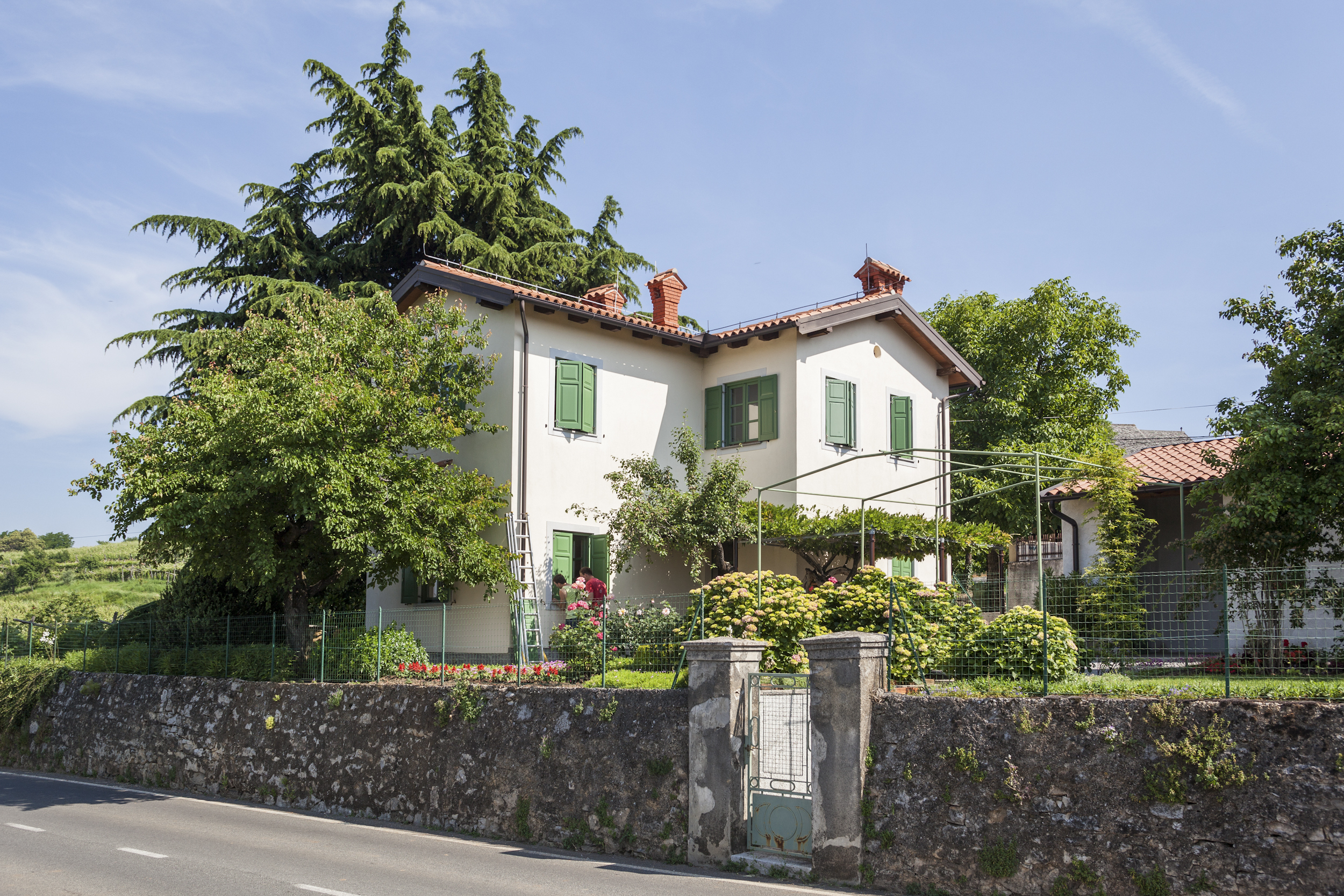
Posiadłość rodziny Kosovel we wsi Tomaj, w której poeta spędził ostatnie miesiące i zmarł

Zmarł w wieku 22 lat na zapalenie opon mózgowo-rdzeniowych, które było powikłaniem niedoleczonego przeziębienia. Ostatnie miesiąca życia spędził z rodziną w Tomaju, w domu wybudowanym przez swojego ojca rok wcześniej (1924/1925), znanym jako Kosovelova domačija (Posiadłość Kosovelów). Został pochowany w rodzinnym grobowcu na miejscowym cmentarzu.

## Twórczość

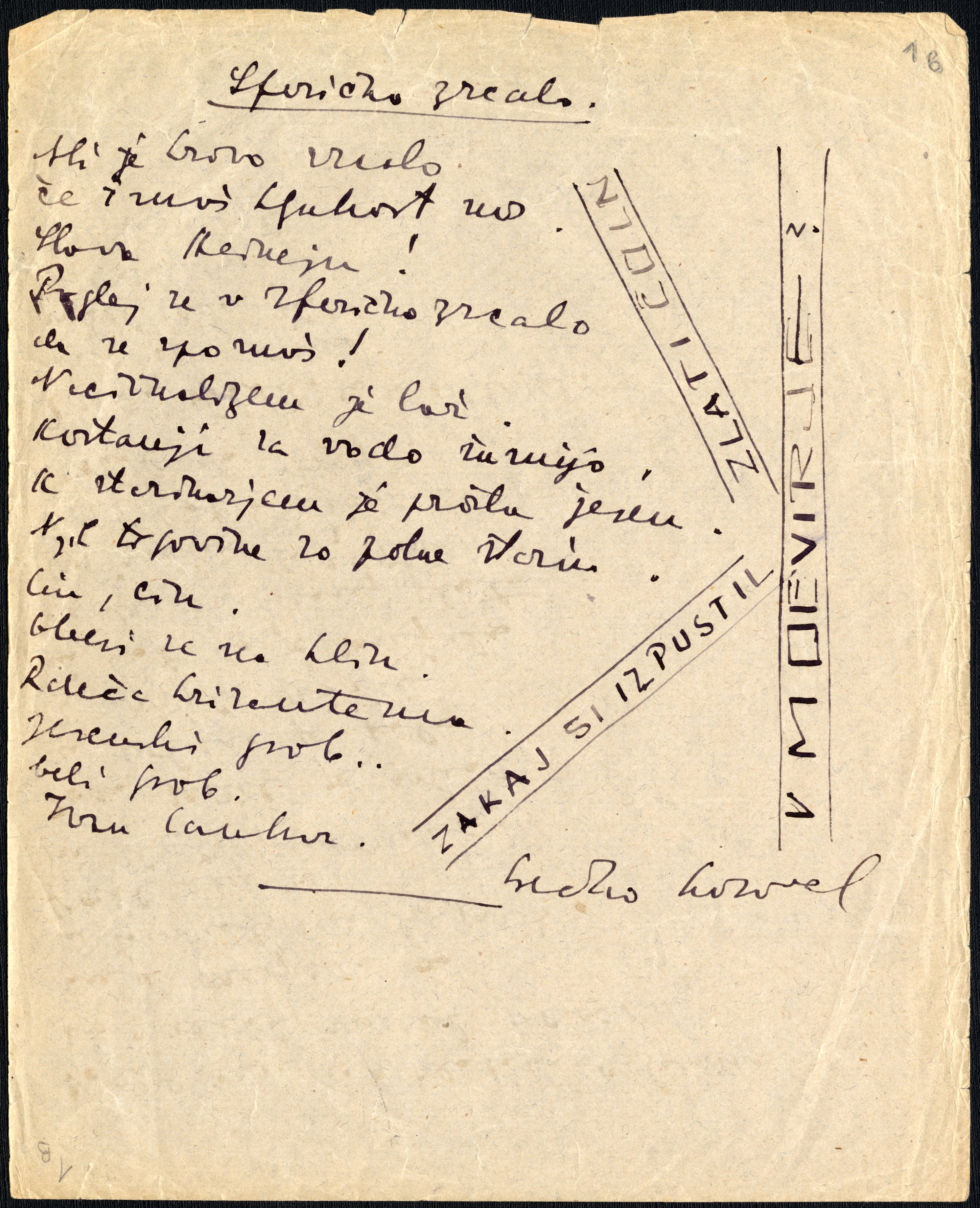
Rękopis konstruktywistycznego utworu Sferično zrcalo (Sferyczne zwierciadło), który współtworzą elementy tekstowe i wizualne

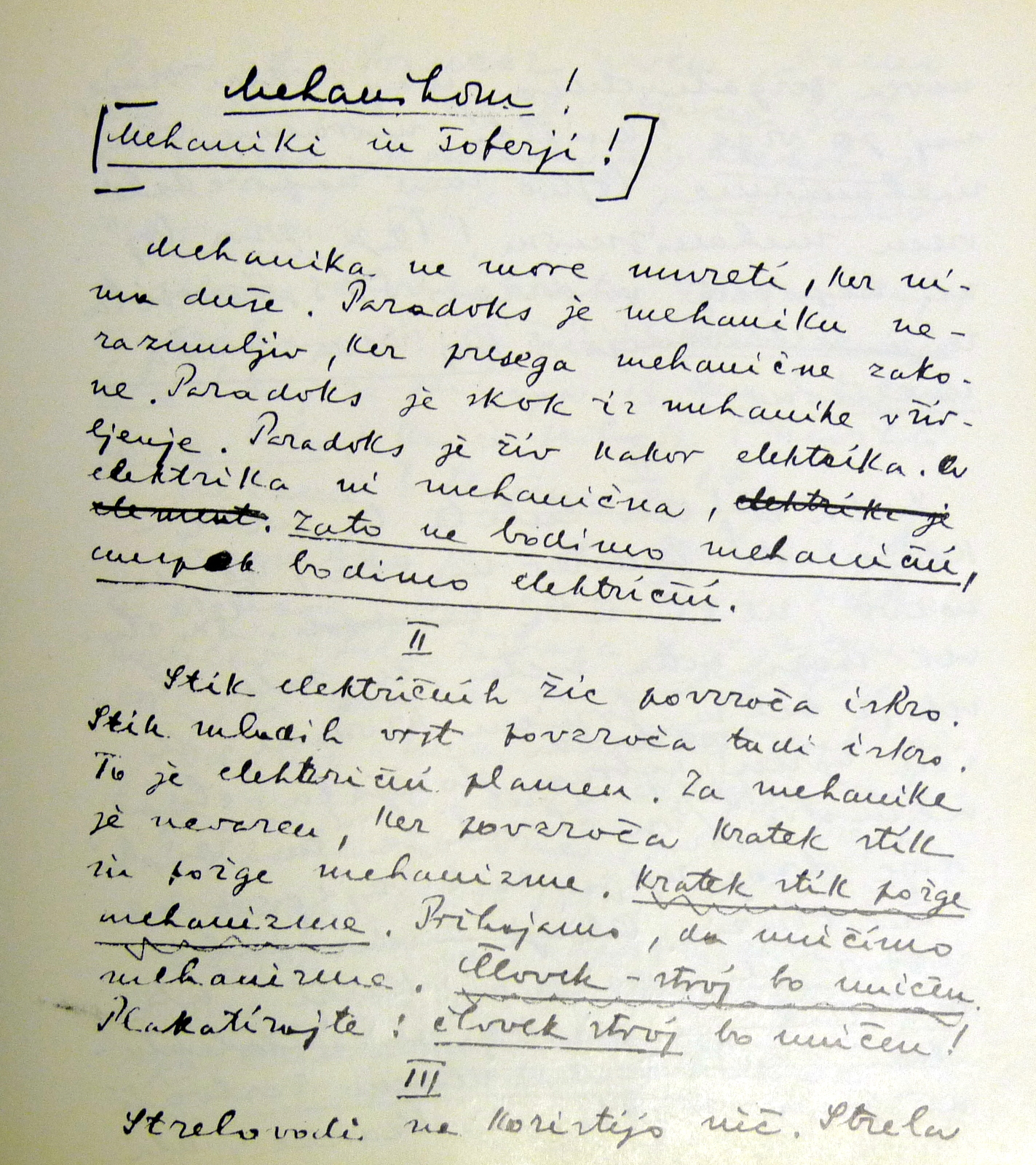
Rękopis manifestu Mehanikom!

Na spuściznę literacką Kosovela składają się głównie wiersze, ale także eseje, poematy prozą, koncepcje dramatów i powieści, a ponadto niedatowane rękopiśmienne notatki, dzienniki, korespondencja, artykuły i teksty referatów. Jeśli chodzi o jego twórczość poetycką można w niej wyróżnić kilka faz, które jednak nie następowały po sobie chronologicznie, lecz nakładały się na siebie i przeplatały wzajemnie. W utworach Kosovela krytycy odnajdują elementy takich nurtów jak impresjonizm, futuryzm, ekspresjonizm, zenityzm czy konstruktywizm. Zarazem według słoweńskiego historyka literatury Franca Zadravca „przekraczają [one] programowe i teoretyczne modele estetyczne służące ich identyfikacji z tymi kierunkami. Estetycznym ideałem poety był synkretyzm, który rozumiał on jako połączenie wrażliwości malarza i muzyka, poety i filozofa”. Kosovel nie chciał tworzyć spójnego programu poetyckiego, w swoich dziennikach krytykował pogoń za tworzeniem wzorców. 
Inspiracje impresjonizmem, szczególnie Josipem Murnem, widać przede wszystkim we wczesnych wierszach Kosovela. Tematem wielu z nich są rodzinne strony poety, dzięki czemu zyskał on przydomek „Wieszcza Krasu”. Często pojawiające się w nich motywy to pejzaż krasowy, postać matki i ulotność ludzkiego życia, nasycone różnymi znaczeniami symbolicznymi. Z czasem Kosovel zwrócił się w kierunku ekspresjonizmu, rozwijając wizjonerską ideę społeczną i religijną skoncentrowaną wokół wyobrażenia osobistej i zbiorowej apokalipsy jako elementu poprzedzającego katharsis i stworzenie nowego etosu, „nowego świtu”. Wiele z jego wierszy dotyczy niesprawiedliwości społecznej, zbliżającej się katastrofy politycznej oraz nieuchronności globalnej transformacji wymuszającej zmianę paradygmatu myślenia. Według Bożeny Tokarz: „Fenomen Kosovela polega na tym, że pomimo przynależności do awangardy historycznej jest bliski współczesnemu odbiorcy ze względu na stawiane przez niego pytania i wątpliwości odnośnie poezji, poety, kondycji ludzkiej, kultury, wartości etycznych i estetycznych”. „Był pierwszym (obok Podbevška) słoweńskim poetą wieku cywilizacji technicznej, który dostrzegł w nim nieograniczone możliwości ludzkie i zniewolenie w automatyzmie działań i reakcji, prowadzące do katastrofy humanitarnej. Nie negował więc ani nie gloryfikował cywilizacji technicznej jako wytworu ludzkiego rozumu. Dostrzegał w niej ogromne możliwości ułatwiające życie, lecz także rodzące się stereotypy: pieniądza, uprzedmiotowionego ciała, siły fizycznej, polityki, mechanizacji itp.”

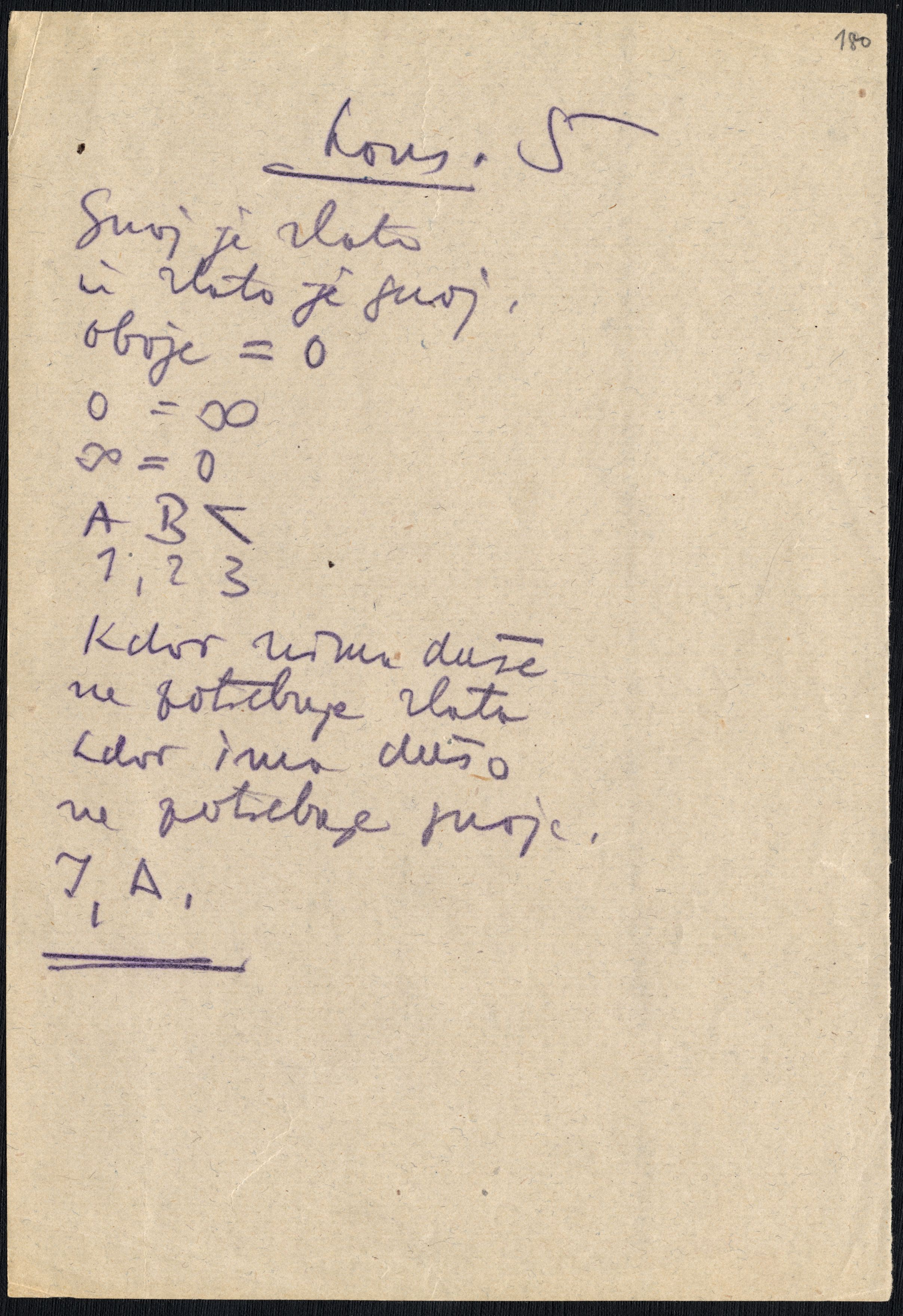
Rękopis utworu Kons. 5:
Gnój to złoto
i złoto to gnój.
Oboje = 0
0 = ∞
∞ = 0
A B <
1, 2, 3.
Kto nie ma duszy,
nie potrzebuje złota,
kto ma duszę,
nie potrzebuje gnoju.
I, A.

Najbardziej charakterystyczną grupę utworów Kosovela stanowią wiersze nazywane kons. Ten stworzony przez niego neologizm nawiązuje do słów „konstruktor”, „konstrukcja”, „konstruktywność” itp., a zarazem do skracania słów popularnego wśród radzieckiej awangardy. Konsy stanowią rodzaj kolażu tekstowego. Składają się z fragmentów nagłówków gazet, równań matematycznych, wzorów chemicznych, skrótów, haseł politycznych itp., znaczącą rolę odgrywają z nich zatem liczby, symbole matematyczne, znaki interpunkcyjne i poszczególne litery alfabetu. Niektóre utwory są bliskie poezji konkretnej, chociaż konwencjonalne czytanie tekstu od lewej do prawej i od góry do dołu zostaje często zachowane.

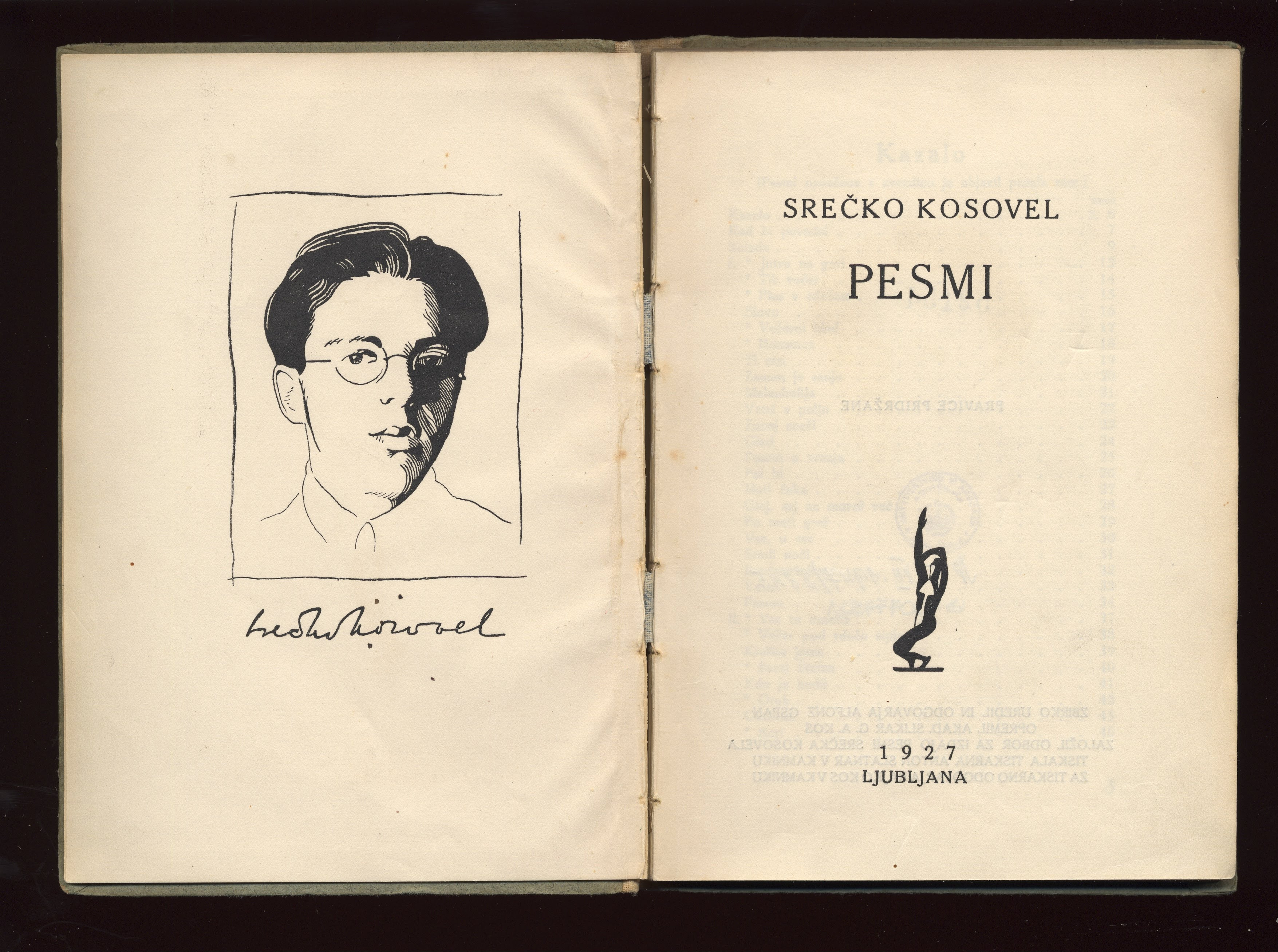
Pierwsze wydanie poezji Kosovela – Pesmi z roku 1927

Kosovel na krótko przed śmiercią przygotował do druku swój debiutancki tomik pt. Zlati čoln (Złota łódź). Nigdy on się jednak nie ukazał – w czasie porządkowania spuścizny poety rozsypały się złożone w całość kartki i nikt później nie był w stanie zrekonstruować zamierzonej przez autora kompozycji. W listach do przyjaciółki Kosovel pisał również o – nigdy niedokończonych – pracach nad drugim tomikiem pt. Integrali (Całki). W praktyce pierwszy zbiór jego poezji (Pesmi) ukazał się pośmiertnie w 1927 pod redakcją Alfonsa Gspana, kolejny (Izbrane pesmi) natomiast w 1931 pod redakcją Antona Ocvirka. Ocvirk odegrał z czasem kluczową rolę w popularyzacji twórczości Kosovela, doprowadzając do wydania całości jego zachowanej spuścizny w trzech tomach zbiorowych w okresie od 1946 do 1977 oraz wyboru niektórych dzieł samodzielnie. Szerokim echem odbił się przede wszystkim tomik Integrali '26 zawierający wiersze konstruktywistyczne z ostatniego pół roku życia poety (niebędący jednak rekonstrukcją zbioru przygotowywanego przez niego samego), który został opublikowany w 1967 i wpłynął na rozwój słoweńskiej neoawangardy. W latach 70. i 80. XX wieku do dalszej popularyzacji dzieł Kosovela przyczyniły się grupy artystyczne Laibach Kunst i Novi Kolektivizem.
W języku polskim pierwsze wiersze Kosovela ukazały się w ogólnych antologiach poezji słoweńskiej Mariana Piechala z 1967 i 1973, a później w antologii Katarzyny Šalamun-Biedrzyckiej Srebro i mech z 1995. W 2012 wydano poświęcony wyłącznie jego twórczości zbiór Kalejdoskop. Wiersze wybrane zawierający 112 utworów w tłumaczeniu Karoliny Bucki Kustec wraz z przedmową Bożeny Tokarz i Iztoka Osojnika.

## Upamiętnienie

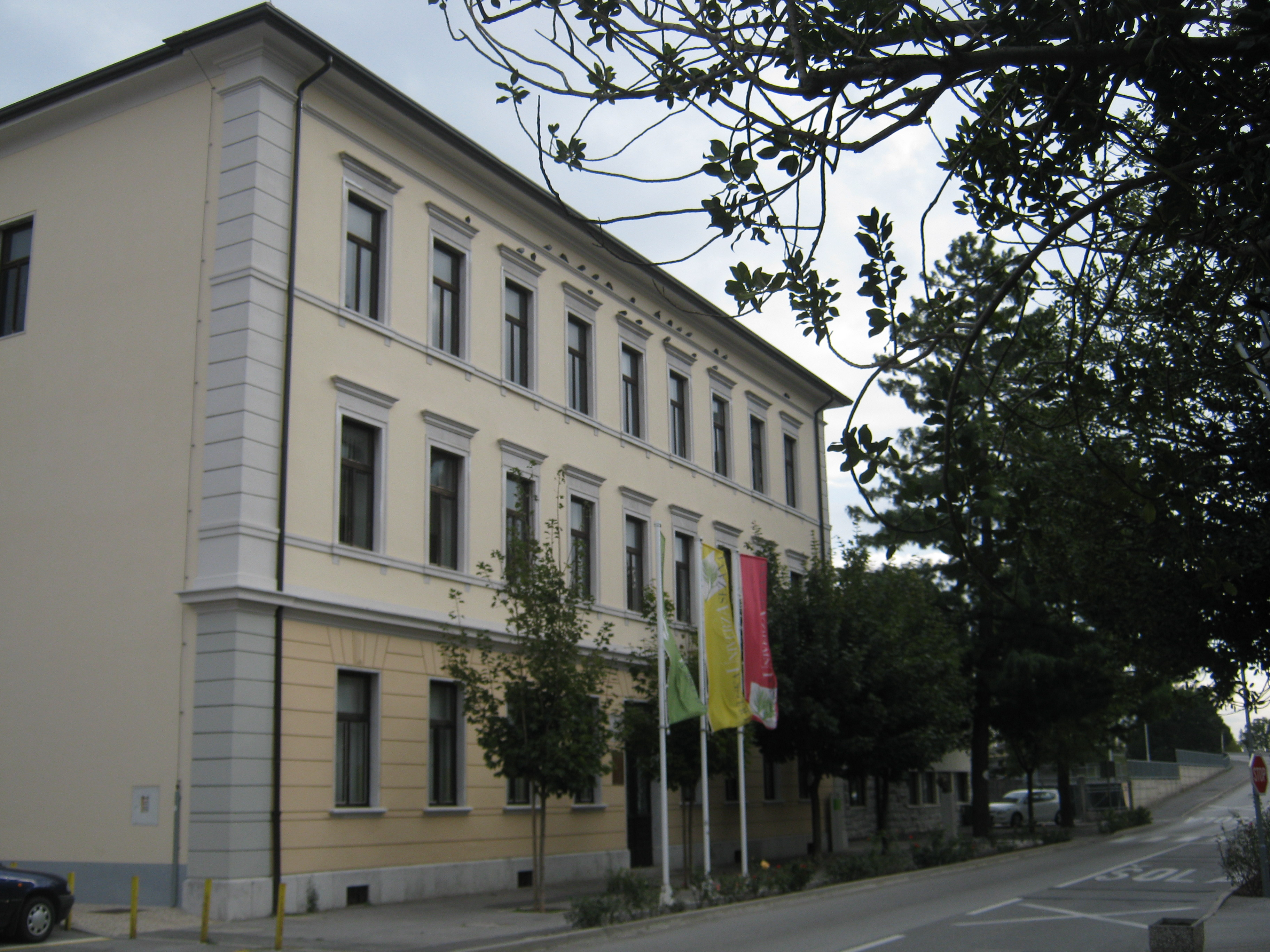
Budynek szkolny w Sežanie – miejsce narodzin Kosovela z poświęconą mu izbą pamięci

W budynku tzw. starej szkoły w Sežanie – zajmowanym współcześnie przez Uniwersytet Ludowy (Ljudska univerza) – który był miejscem narodzin Kosovela (jego ojciec jako kierownik szkoły zajmował tam mieszkanie służbowe) mieści się izba pamięci (Kosovelova spominska soba). Od 2000 budynek ten łączy z oddaloną o siedem kilometrów posiadłością rodzinną w Tomaju, czyli miejscem śmierci, szlak turystyczny, po którym co roku w niedzielę najbliższą rocznicy urodzin Kosovela (18 marca) organizowany jest marsz upamiętniający poetę. 
Imię Kosovela noszą szkoła podstawowa (Osnovna šola Srečka Kosovela) oraz zespół szkół średnich (Šolski center Srečka Kosovela) w Sežanie, biblioteka publiczna  (Kosovelova knjižnica Sežana) i centrum kultury (Kosovelov dom Sežana) w tymże mieście, a także szkoła typu gimnazjalnego ze słoweńskim językiem wykładowym w przygranicznej włoskiej miejscowości Opicina/Opčine (Scuola secondaria di primo grado “Srečko Kosovel”) oraz słoweńskie centrum edukacyjne (Slovenski dijaški dom Srečko Kosovel) w Trieście. 

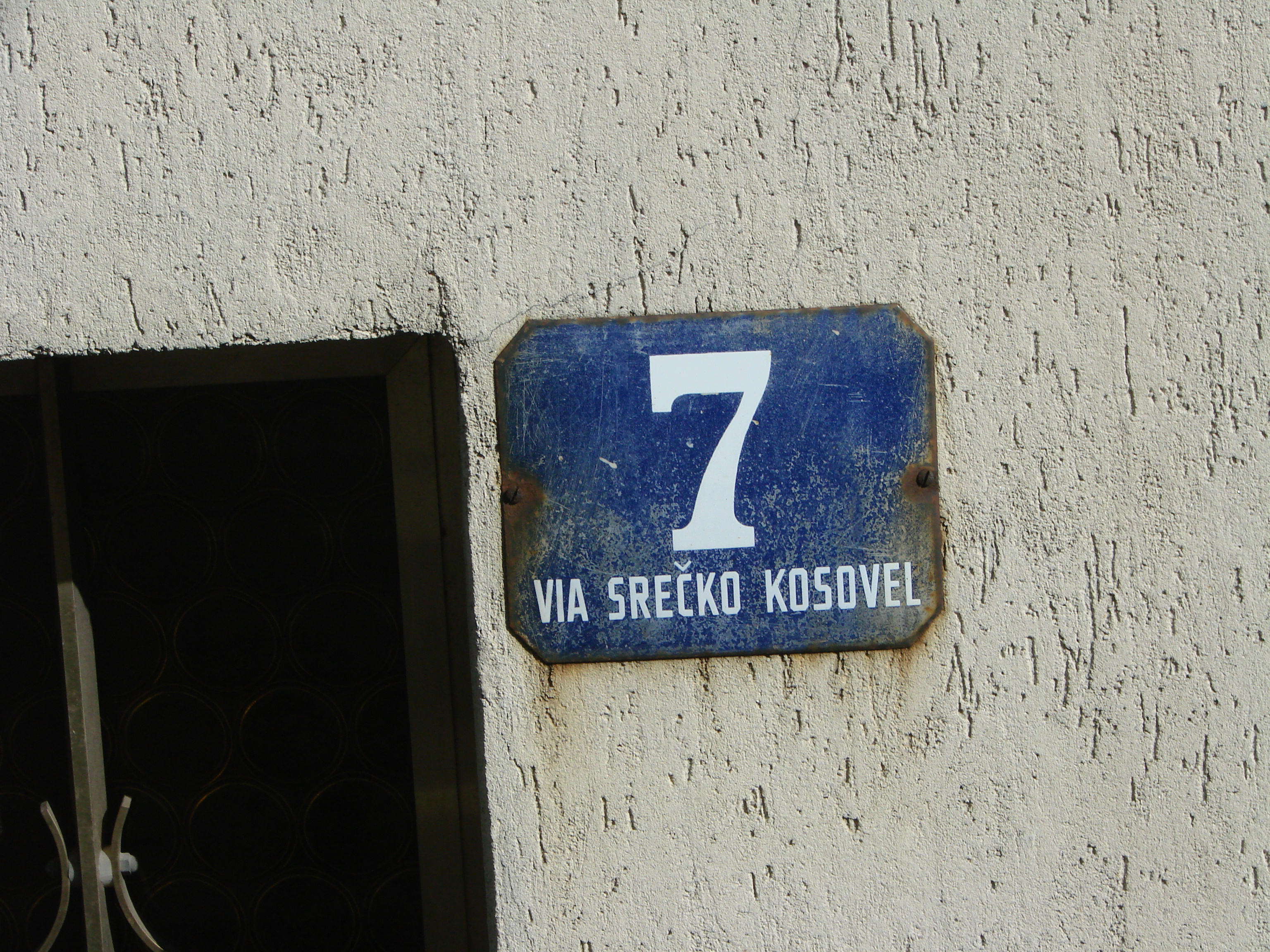
Ulica Kosovela (Via Srečko Kosovel) w Basovizzy

Kosovel jest patronem wielu ulic i placów w całej Słowenii, m.in. w Lublanie, Mariborze, Celju, Koprze, Piranie, Izoli, Postojnej, Velenju, Domžalach, Radovljicy czy Nowej Gorycji. Również w rodzinnej Sežanie jego imię nosi jedna z ulic w centrum miasta. Ulice nazwane na cześć poety znajdują się ponadto w miejscowościach Basovizza/Bazovica na przedmieściach Triestu, Ronchi dei Legionari, Doberdò del Lago/Doberdob i Savogna d’Isonzo/Sovodnje ob Soči po włoskiej stronie granicy, w mieście Monfalcone istnieje z kolei park jego imienia (Giardino Srečko Kosovel).
Upamiętnienia poety w formie pomnikowej znajdują się w Trieście (w parku Muzio Tommasiniego oraz przy słoweńskim centrum edukacyjnym), Sežanie (przy starej szkole) i Lublanie (w zaadaptowanym na cele kulturalne kompleksie poklasztornym Križanke).